# Algatocín
Algatocín és un poble de la província de Màlaga (Andalusia), que pertany a la comarca de la Serranía de Ronda.

## Història
Les primeres proves de poblament humà en les terres de l'actual municipi d'Algatocín es remunten a l'edat del bronze (II mil·lenni abans de Crist) segons restes de ceràmica trobats a Cerro Gordo. En aquest mateix lloc, però de mitjan I mil·lenni abans de Crist, s'han trobat les restes ibèrics d'un oppidum o recinte defensiu.
Ja durant la dominació romana, i també a Cerro Gordo, sembla que va sorgir la ciutat de Vesci, així com una via romana en els voltants. En aquesta època sembla que es va desenvolupar una important indústria tèxtil com ho demostra la troballa de nombroses peses de teler a Salitre. El 711 arriben a la península Ibèrica els àrabs amb molts amazics, entre els quals es trobaven els attus, que van fundar Al-Atusiyin o ‘el lloc dels Attus'. També es va fundar Benamahabú avui desaparegut. En l'any 755 la zona mostra el seu suport a Abd-ar-Rahman I.
En 1015 la Regió muntanyenca de Ronda es declara independent sota el comandament dels Banu Ifran. Entre 1094-1212 la zona fou ocupada pels almoràvits i almohades fins que el 1485 passa a mans cristianes. Algatocín tenia 26 veïns, el que equivaldria a uns 180 habitants. El 13 de maig de 1498 passa a pertànyer al Senyoriu de Gaucín, el primer titular del qual va ser Juan de Guzmán, Duc de Medina Sidonia, en agraïment pels serveis prestats durant la Reconquesta.
El 20 de juny de 1501 van ser vençuts els mudèjars després de la Rebel·lió de Sierra Bermeja. La seva expulsió, en els casos de no conversió, va provocar una lleu disminució en la població d'Algatocín i la desaparició de Benamahabú. El 1560 es van produir judicis per part del Tribunal de la Inquisició, sent processats: Francisco Martín, Francisco Martín Abenacaide i Juana Gómez. Això provocà el 1570 una rebel·lió dels moriscs a la Regió muntanyenca a causa de les pressions a les quals eren sotmesos i com última causa l'expedició d'Antonio de Luna per a treure als moriscs de pau d'aquesta zona. En el mes de maig, Pedro Bermúdez, capità de la guarnición de Ronda, va intentar acabar amb l'aixecament però fracassa. Durant l'estiu es produí la cremada de l'església per part dels revoltats. Felip II hi envià al Duc d'Arcos a pactar la rendició però també fracassa pel que es decideix preparar la guerra que va durar entre mitjans de setembre fins a mitjans de desembre d'aquest any, acabant amb la rendició dels moriscs i el seu agrupament en presidis. Al gener els moriscs van ser enviats a la ciutat sevillana de Carmona.
En el segle xviii Algatocín apareix en el Cadastre d'Ensenada i entre les dades recollides destaca el fet de pertànyer, juntament amb Benarrabá, Gaucín, Benamaya i Benamahabú, al senyoriu del Duc de Medina Sidonia. Tenia una població d'uns 1350 habitants que es dedicaven a l'agricultura i la ramaderia fonamentalment. Existien també 6 molins i un alambí. Un dels molins, que era d'oli, estaria situat al costat de l'Albereda.
En 1787 apareix en el cens de Floridablanca (la seva població era de 1.723 habitants). El 13 de febrer del 1810 se celebra l'acta de cabildo, es recull el suport del poble al Rei en la guerra de la Independència. Es demostra la valentia de Sebastián Tinoco i en agraïment Ferran VII li dona al poble el títol de Vila. En 1820 Algatocín pertanyia al partit Judicial de Gaucín.